# Perunkaselänlampi
Perunkaselänlampi eller Perunkalampi är en sjö i Finland. Den ligger i kommunen Rovaniemi i landskapet Lappland, i den norra delen av landet, 700 km norr om huvudstaden Helsingfors. Perunkalampi ligger 185,3 meter över havet. Arean är 20,3 hektar och strandlinjen är 2,02 kilometer lång. Sjön  ingår i Kemi älvs huvudavrinningsområde. 